# 猫村いろは
猫村 いろは（ねこむら いろは）は、サンリオウェーブの企画「ハローキティといっしょ!」のキャラクター、もしくはその歌声を表現した音声合成ソフトウェアである。

## 概要
「ハローキティといっしょ!」ではアキバ系の市場で人気のイラストレーターたちの描く、キティを愛する女性キャラクター「超キティラー」を用いたグッズ販売やゲームソフトといったメディア展開が行われている。猫村いろははイラストレーターOKAMAによってデザインされたキャラクターで、2009年に超キティラーの第1弾として発表された。世界中のキティラーの憧れの「プラチナキティラー」を目指しプラチナキティラーオーディションに挑む女の子という設定となっている。キティをあしらった衣装を身に着けており、通常のアイドル姿のほかVOCALOIDに変身した近代的な姿のバージョン等もある。VOCALOIDバージョンはソフト発売のために「ハローキティ×和風×音楽」をコンセプトにデザインされた。
2015年6月18日にはVOCALOID4に対応した2種類の新音源「猫村いろは ナチュラル」「猫村いろは ソフト」が発売された。
2025年5月にはSynthesizer V 2に対応した新音源の発売が発表された。

## VOCALOID2　猫村いろは
2010年10月22日よりAH-Softwareから猫村いろはの歌声を表現した音声合成・デスクトップミュージック（DTM）ソフトウェアが発売されている。ヤマハの開発した音声合成エンジン「VOCALOID2」を採用しており、パソコン上でメロディと歌詞を入力することで歌声を作り出すことが出来る。得意なテンポは70BPM～170BPM、得意な音域はE2～G4。音域の広さときれいな発声を追求し制作されているという。VOCALOIDは歌手や声優など人間の歌声を収録し制作されるが、本製品では歌声の提供者は歌手である佳館杏ノ助となっている。製品のパッケージにはVOCALOID用コスチュームを纏った姿のいろはが描かれている。

### 主な音楽CD
猫村いろはが曲に使用されていることが明記された主なCD。
| タイトル                        | アーティスト | レーベル          | 発売日        |
| ------------------------------- | ------------ | ----------------- | ------------- |
| THE VOCALOID produced by Yamaha | オムニバス   | VOCALOID RECORDS  | 2011年9月14日 |
| ハロー!いろは                   | オムニバス   | U-Rythmix records | 2013年3月29日 |
| いろはぁと                      | オムニバス   | U-Rythmix records | 2013年5月14日 |
| 妖艶和奏絵巻                    | オムニバス   | HPQ               | 2013年8月14日 |
| 天響ノ和樂２                    | オムニバス   | VOCALOID RECORDS  | 2014年2月26日 |

## 関連コンテンツ

### 小説
「悪ノ娘」シリーズ・「悪ノ大罪」シリーズ（著：悪ノP（mothy）、出版：PHP研究所）
mothy_悪ノPが手掛ける七つの大罪をモチーフにした「悪ノ大罪シリーズ」の各楽曲を原作として、ボカロ小説の先駆ともされる。小説においても猫村いろはをモチーフとする人物は各作品に登場するが、代表例は「イリーナ＝クロックワーカー」である。両シリーズを併せて2010年から2017年に発売され、全12巻。
特に、上記イリーナは同人小説『原罪物語』の主要人物でもある関連から、両シリーズでの猫村いろはモチーフの人物は、異質な存在として登場することが多い。